# Olejek jodłowy

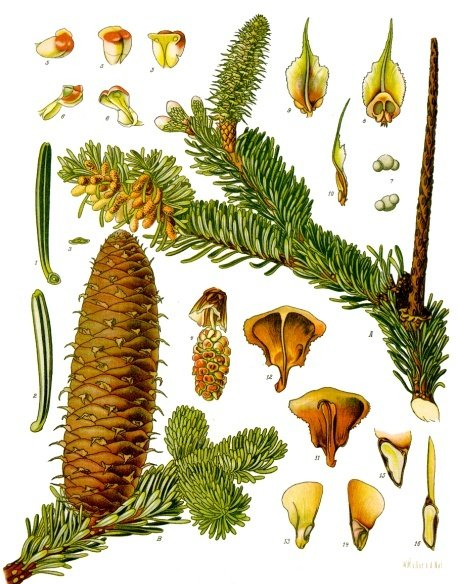
Jodła pospolita

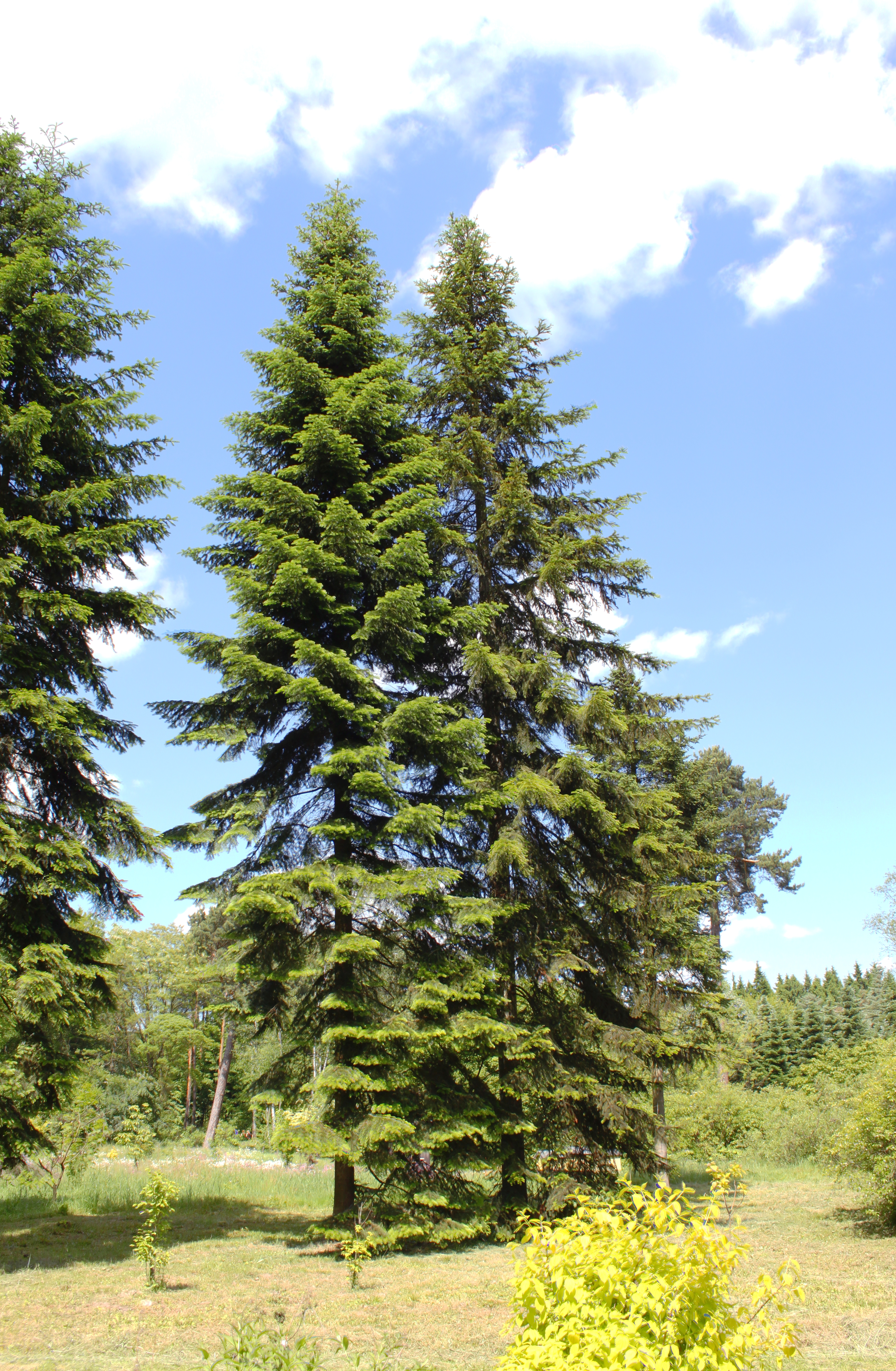
Jodła syberyjska

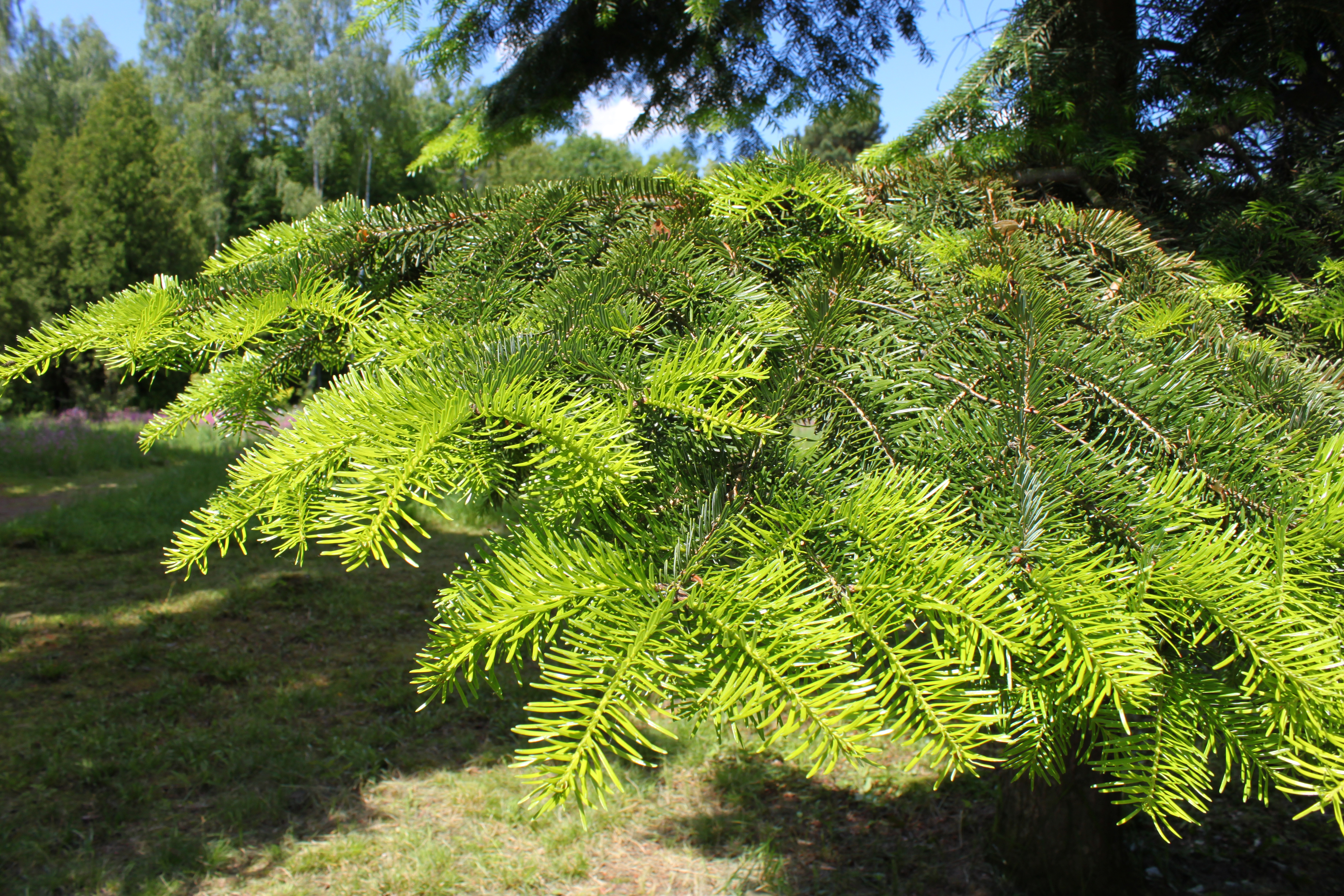
Szpilki jodły syberyjskiej

Olejek jodłowy – olejek eteryczny pozyskiwany ze szpilek i z szyszek jodły pospolitej (roślina – łac. Abies alba Mill., Abies pectinata DC.; olejek ze szpilek – łac. Oleum Abietis, Oleum Abietis Pectinatae; olejek z szyszek – Oleum Templinum) oraz z jodły syberyjskiej (roślina – łac. Abies sibirica Ledeb, Abies pichta Forb.; olejek – olejek pichtowy, Oleum Pini sibiricum, nazwa nieścisła).

## Pozyskiwanie olejku jodłowego

### Olejek ze szpilek jodły pospolitej
Jodła pospolita jest powszechna w Europie, a zwłaszcza w  podgórskich okolicach Polski, Szwajcarii, Austrii i Niemiec. Różni się od świerku pospolitego dwustronnym ułożeniem szpilek i ich kształtem – mają płaski przekrój i wcięty szczyt. Charakterystyczne są też dwa podłużne białe paski na dolnej stronie szpilki. Olejek destyluje się z samych szpilek, albo z cetyny (szpilki i szczyty gałązek). Najlepszą jakość ma surowiec zbierany wiosną i w lecie.
Szpilki lub cetynę rozdrabnia się krajalnicą, a następnie poddaje się destylacji z parą wodną. Uzyskuje się, według różnych źródeł, od 0,2–0,3% (Gildemeister i Hoffmann) do 0,7–0,8% olejku (Laboratorium Chem.–Farm. „Wirginia” w Warszawie, zbiór prowadzony jest w październiku, destylacja następuje po 3 dniach od zerwania po pocięciu na odcinki ok. 10 mm).
Składniki nielotne z parą wodną są ekstrahowane z pozostałości po destylacji wodą. Ekstrakt jest zatężany w osobnym aparacie. Uzyskuje się półstałą masę o zapachu jodłowym, rozpuszczalną w wodzie, która jest stosowana jako surowiec do produkcji preparatów do kąpieli. Pozostałość po destylacji i ekstrakcji stosuje się, po wysuszeniu, jako materiał opałowy.

### Olejek z szyszek jodły pospolitej
Olejek znajduje się w nasionach dojrzałych szyszek jodły pospolitej. Szyszki, co najmniej jednoroczne, zbiera się w sierpniu i we wrześniu.
Prowadząc destylację przez ogrzewanie wody z rozdrobnionymi szyszkami bezpośrednim ogniem uzyskiwano w Szwajcarii 0,65% olejku. W Tyrolu, stosując parę wodną, uzyskiwano wydajność ok. 1%. W przypadku destylacji wyodrębnionych z szyszek nie rozdrobnionych nasion osiągano, wydajność 2,3% olejku (czas destylacji: 5–6 godzin). Stosowanie nasion rozgniatanych, mechanicznie lub drewnianymi młotami, umożliwia osiągnięcie wydajności 12-13%.

### Olejek jodłowy syberyjski
Olejek otrzymywany z jodły syberyjskiej Albies sibirica jest nazywany syberyjskim olejkiem świerkowym – łac. Oleum Pini sibiricum. Handlowa nazwa jest niepoprawna – igły świerku Picea obovata Ledeb. nie zawierają podobnego olejku. Surowcem są igły i czubki młodych gałązek jodły, rosnącej na Syberii i w europejskich części Rosji (obwód kirowski). Najlepszą jakość ma surowiec zebrany na wiosnę i w lecie. Olejek oddestylowuje się stosując bezpośrednio ogrzewane kotły z wodą lub aparaty destylacyjne, w których gałązki są układane na drewnianych ramach i poddawane działaniu pary wodnej. Przeciętna wydajność olejku wynosi, według różnych źródeł, od 0,66% do 0,83–1,25% (według Maisita).

## Składniki i właściwości olejków

Octan bornylu

Borneol

Alfa-Pinen

Limonen

Olejki jodłowe ze szpilek są bezbarwnymi lub żółtawymi cieczami o orzeźwiającym zapachu leśnym. Podobnie wglądający olejek z szyszek ma zapach przypominający olejek cytrynowy lub pomarańczowy, ze względu na większą zawartość limonenu.
| Właściwość                            | Olejek jodłowy ze szpilek                                                                                              | Olejek jodłowy z szyszek                                                                             | Syberyjski olejek jodłowy |
| główne składniki                      | santen, L-alfa-pinen, L-limonen, octan L-bornylu, aldehyd laurynowy                                                    | L-limonen i L-alfa-pinen, borneol, octan L-bornylu                                                   | octan L-bornylu (30-40%), santen, L-alfa-pinen, beta-pinen, L-kamfen, alfa-felandren, octan terpinylu, bisabolen                                  |
| gęstość d15/15                        | Guenter: 0,867–0,880 Klimek, Bednarkiewicz: 0,8809–0,9005                                                              | Gildemeister, Hoffmann: 0,851–0,870 Guenter: 0,855–0,87                                              | Gildemeister, Hoffmann: 0,905–0,925 Guenter: 0,903–0,918                                                                                          |
| skręcalność alfa D                    | Guenter: −40° do -67° Klimek, Bednarkiewicz: −32,38° do -40,5°                                                         | Gildemeister, Hoffmann: −60° do -84° Guenter: -59°31' do -78°48'                                     | Gildemeister, Hoffmann: -37° do -43° Guenter: −35°21' do -41°44'                                                                                  |
| współczynnik załamania światła, n20/D | Guenter: 1,4729–1,4749 Klimek, Bednarkiewicz: 1,4786–1,4820                                                            | Gildemeister, Hoffmann: 1,472–1,475 Guenter: 1,4718–1,4758                                           | Gildemeister, Hoffmann: 1,469–1,47 Guenter: 1,4685–1,4720                                                                                         |
| zawartość estrów jako octan bornylu   | Guenter: do 9% Klimek, Bednarkiewicz: 8,5–15,0%                                                                        | Gildemeister, Hoffmann: do 6% Guenter: 0,3–3,9%                                                      | Gildemeister, Hoffmann: 29–41% Guenter: 28,5–42%                                                                                                  |
| rozpuszczalność w alkoholu            | Guenter: alk. 90°: 4 obj./10 obj. lekkie zmętnienie Klimek, Bednarkiewicz: alk. 90°: 4 obj./5,5 obj. lekkie zmętnienie | Gildemeister, Hoffmann: alk. 90°: 1 obj./5–8 obj. Guenter: alk. 90°: 1 obj./5–10 obj. ze zmętnieniem | Gildemeister, Hoffmann: alk. 80°: 1 obj./10–14 obj. alk. 90°: 1 obj./0,5–1,0 obj. wyjątkowo ze zmętnieniem Guenter: alk. 90°: 1 obj./0,5–1,0 obj. |

## Zastosowania
Olejek jodłowy jest stosowany jako składnik mieszanin zapachowych w odświeżaczach powietrza, do perfumowania mydeł toaletowych i soli do kąpieli. Ma działanie wykrztuśne i antyseptyczne. Jest stosowany przy schorzeniach dróg oddechowych  do inhalacji i wcierań. Wykazuje również działanie moczopędne i przeciwgośćcowe. Wśród wskazań do stosowania olejku z jodły syberyjskiej (olejku pichtowego) wymienia się ropnie na skórze, grzybicę skóry, łojotokowe zapalenie skóry, łuszczycę, trądzik, opryszczkę, użądlenia, zaburzenia trawienne, bóle głowy i inne.
Olejek jodłowy z szyszek jest ponadto głównym surowcem do produkcji L-limonenu.